# Mệnh giá

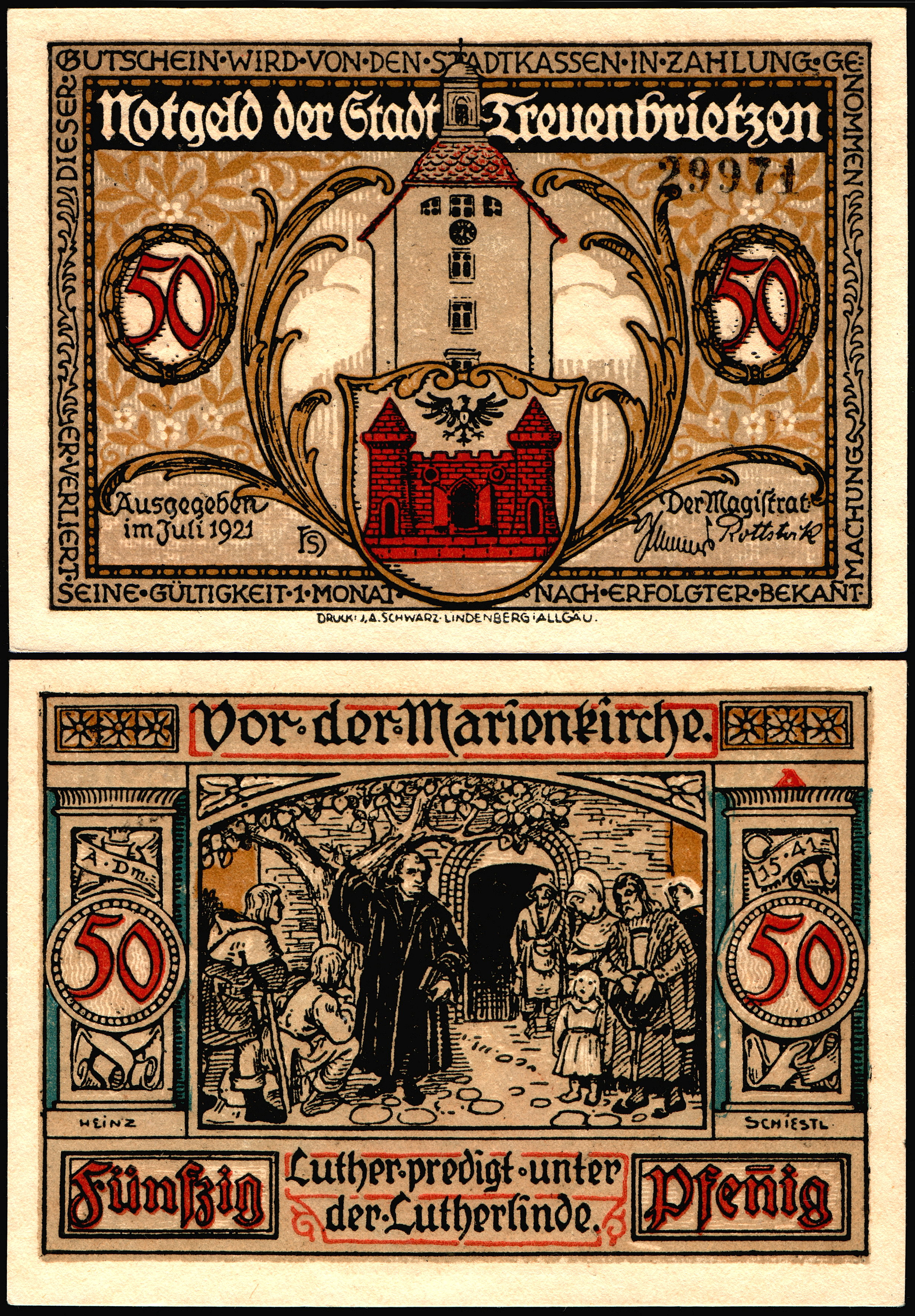
Mệnh giá của một tờ tiền Đức với con số 50 đơn vị

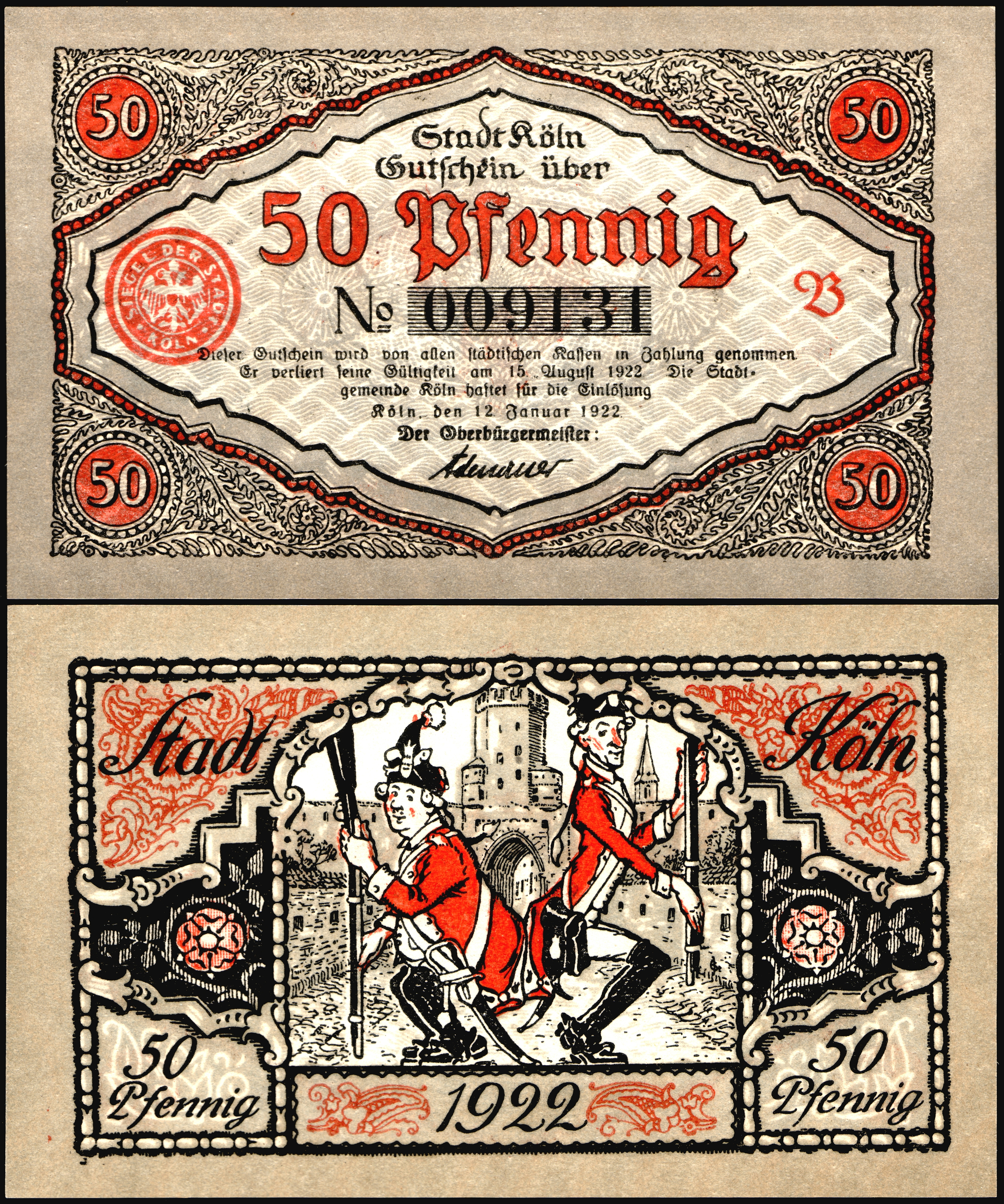
Mệnh giá của một tờ tiền Đức với số sê-ri

Mệnh giá (Face value) là giá trị được thể hiện trên bề mặt hiện kim của các loại tiền (tờ tiền giấy, mặt đồng tiền xu), các loại chứng khoán (như cổ phiếu, trái phiếu, chứng chỉ quỹ), giấy tờ có giá và các loại tem bưu chính, mệnh giá do cơ quan có thẩm quyền cấp phép và được in trên chính đồng xu, con tem hoặc tờ tiền để nhận diện được ngay giá trị của chúng. Mệnh giá của tiền xu, tem hoặc tiền giấy thường là giá trị pháp lý của chúng. Tuy nhiên, giá trị thị trường của chúng không nhất thiết phải liên quan đến mệnh giá mà là cơ chế theo giá trị (Par value). Ví dụ, một số tiền xu hoặc tem hiếm có thể được giao dịch với giá cao hơn đáng kể so với mệnh giá của chúng. Tiền xu cũng có thể có giá trị cứu hộ do chúng chứa kim loại có giá trị nhiều hay ít. Trong tài chính và kế toán, giá trị danh nghĩa (giá trị ban đầu) có nghĩa là giá trị ghi trên hóa đơn hoặc giá trị thực tế của một công cụ tài chính. Các biểu thức bắt nguồn từ thuật ngữ này bao gồm giá ngang bằng (giá trị danh nghĩa), giá trên ngang bằng (giá trên ngang bằng) và giá dưới ngang bằng (giá dưới ngang bằng).

## Các loại
Mệnh giá cổ phiếu là giá trị mà công ty cổ phần phát hành ấn định cho tờ cổ phiếu (Stock certificate) và được ghi rõ mệnh giá trên tờ cổ phiếu đó và giá trị mệnh giá cổ phiếu không liên quan đến giá trị của tờ cổ phiếu. Ở Việt Nam, Điều 13 Luật Chứng khoán 2019 quy định về mệnh giá các loại chứng khoán gồm Mệnh giá chứng khoán chào bán trên lãnh thổ nước Cộng hòa xã hội chủ nghĩa Việt Nam được ghi bằng Đồng Việt Nam. Mệnh giá cổ phiếu, chứng chỉ quỹ chào bán ra công chúng là 10 nghìn đồng. Mệnh giá của trái phiếu chào bán ra công chúng là 100 nghìn đồng và bội số của 100 nghìn đồng. Trường hợp giá chứng khoán của tổ chức phát hành trên hệ thống giao dịch chứng khoán thấp hơn mệnh giá, tổ chức phát hành được chào bán chứng khoán với giá thấp hơn mệnh giá niêm yết. Trong trường hợp của chứng chỉ cổ phiếu, giá trị thực là mệnh giá của cổ phiếu. Trong trường hợp của cổ phiếu phổ thông, giá trị thực phần lớn mang tính biểu tượng. Trong trường hợp của cổ phiếu ưu đãi, cổ tức có thể được thể hiện dưới dạng phần trăm giá trị thực.
Giá trị thực của trái phiếu thường biểu thị Nợ gốc hoặc giá trị hoàn trả. Các khoản thanh toán lãi được thể hiện dưới dạng phần trăm giá trị thực. Trước khi đáo hạn, giá trị thực của trái phiếu có thể lớn hơn hoặc nhỏ hơn giá trị thực, tùy thuộc vào lãi suất phải trả và rủi ro được nhận thức về vỡ nợ. Khi trái phiếu tiến gần đến ngày đáo hạn, giá trị thực tế sẽ tiến gần đến giá trị thực. Giá trị thực của hợp đồng bảo hiểm bảo hiểm nhân thọ là quyền lợi khi chết. Trong trường hợp các hợp đồng bảo hiểm nhân thọ được gọi là "bảo hiểm bồi thường gấp đôi" (Double indemnity), người thụ hưởng sẽ nhận được gấp đôi giá trị thực tế trong trường hợp tử vong do tai nạn. Giá trị thực tế của các hợp đồng bảo hiểm bảo hiểm tài sản, bảo hiểm thương tật hoặc bảo hiểm sức khỏe là số tiền tối đa phải trả, như được nêu trên trang bìa hoặc trang khai báo của hợp đồng bảo hiểm. Giá trị thực tế có thể được sử dụng để chỉ giá trị rõ ràng của một thứ gì đó không phải là công cụ tài chính, chẳng hạn như một khái niệm hoặc kế hoạch. Trong bối cảnh này, "giá trị thực tế" đề cập đến giá trị rõ ràng của ý tưởng, trước khi khái niệm hoặc kế hoạch được thử nghiệm. Giá trị thực tế cũng đề cập đến giá được in trên vé tham dự sự kiện thể thao, buổi hòa nhạc hoặc sự kiện khác (mức giá mà ban đầu tổ chức sự kiện bán vé). Thường thì vé bán lại có giá cao hơn giá trị thực tế thường được gọi là vé chợ đen.